# Първа република Южна Корея
Първата република Южна Корея (на корейски: 대한민국 제1공화국) е първото независимо правителство на Южна Корея, управляващо страната от 1948 до 1960 г. Тя наследява военното правителство на Съединените щати. Филипините признават Южна Корея на 15 август 1948 г. Първата република е създадена на 15 август 1948 г., като първият президент е Сингман Ре. Подобно на следващите правителства, той претендира за суверенитет над целия Корейски полуостров, въпреки че има само власт над района на юг от 38-ия паралел. Встъпването в длъжност на правителството на Ре е последвано от избори на 10 май 1948 г. Първата конституция на страната е приета от първия парламент на 17 юли.

## Политика
Ре е подкрепен на изборите от Корейската демократическа партия, но не включва нито един от членове им в своя кабинет. В отмъщение, членовете на партията формират обединена опозиционна Демократична националистическа партия и започват да защитават кабинета, който да премахне от властта президента. Това води до прегрупиране на фракцията на Ре в националистическата партия, която по-късно става либерална партия. Вторите парламентарни избори в страната се състоят на 30 май 1950 г. и дават мнозинство от местата на независимите.
Южнокорейското правителство продължава много от практиките на американското военно правителство. Това включва бруталното репресиране на левичарската дейност. Правителството на Ре продължава ожесточените военни действия срещу въстанието в Джеджу. Също така смазва военните въстания в Сунчхон.
Това правителство също така извършва няколко кланета, като най-голямото е масовото клане в Бодо, където между 100 000 и 1 140 000 души са екзекутирани по подозрение за подкрепа на комунизма.

## Корейска война
На 25 юни 1950 г. севернокорейски сили нахлуват в Южна Корея, като започват Корейската война. Водена от Съединените щати, 16-членна коалиция предприема първото колективно действие под шапката на командването на САЩ. Бойните линии причиняват голям брой цивилни жертви и водят до огромно унищожение. С присъединяването на Китайската народна република към Северна Корея през 1951 г. боевете спират.
Преговорите за мир, започнали през юли 1951 г., приключват на 27 юли 1953 г. в Демилитаризираната зона. Полученото Споразумение за примирие е подписано от Севернокорейската армия, китайските доброволци и командването на ООН, ръководено от САЩ и Южна Корея. Не е сключен мирен договор. След примирието, южнокорейското правителство се връща в Сеул на 15 август 1953 г.

## Следвоенни събития
След примирието, Южна Корея преживява политически сътресения в годините на авторитарно управление на Сингман Ре, което е прекратено от студентското въстание през 1960 г. По време на цялото му управление, Ре се опитва да предприеме допълнителни стъпки, за да подсили контрола си над правителството. Те започват през 1952 г., когато правителството все още се намира в Бусан поради продължаващата война. През май на същата година, Ре прави конституционни изменения.
Изгледите на Ре за преизбиране по време на президентската кампания от 1956 г. първоначално изглеждат слаби. Общественото разочарование, свързано с опита му да търси трети мандат, нараства и главният опозиционен кандидат Шин Ик-хей привлича огромни тълпи по време на кампанията си. Внезапната смърт на Шин по време на кампанията обаче позволява на Ре да спечели президентството с лекота. Вторият на тези избори, Чоб Бонг от Прогресивната партия, по-късно е обвинен в шпионаж и екзекутиран през 1959 г.
Събитията от 1960 г., известни като Априлската революция, започват от насилственото потушаване на студентска демонстрация в Масан в деня на президентските избори, 15 март. Първоначално тези протести са потушени от местната полиция, но те избухват отново след като тялото на студент е открито плаващо в пристанището. Впоследствие, ненасилствените протести се разпространяват из Сеул и в цялата страна, а Ре подава оставка на 26 април.

## Образование
През този период се наблюдава експлозивен ръст на образованието на всички нива, дори по време на сътресенията от Корейската война. Първата република прилага образователна система, която е очертана от Съвета за корейско образование. Някои твърдят, че това демократично образование допринася за студентските протести, които свалят авторитарното правителство на Ре през 1960 г.
Първият закон за образование влиза в сила на 31 декември 1949 г. Най-важният аспект на това е въвеждането на универсално задължително образование на първо ниво. Това изискване води до широко разпространение на училищното строителство.

## Икономика
През периода 1945 – 1950 г. американските и южнокорейските власти извършват поземлена реформа, която запазва институцията на частната собственост. Те конфискуват и преразпределят цялата земя, държана от японското колониално правителство, японските компании и отделни японски колонисти. Южнокорейското правителство извършва реформа, при която южнокорейците с големи поземлени имоти са задължени да предадат по-голямата част от земята си. Създаден е нов клас независими, семейни собственици.

## Международни отношения
Ре се опита да сближи правителството си със Съединените щати, и срещу Северна Корея и Япония. Политиката на Първата република за Северна Корея, преди и след Корейската война е „обединяване със сила“. Макар че някои разговори за нормализиране на отношенията с Япония се осъществяват, те постигат малко. В същото време правителството поема огромни суми от американска помощ в размер, понякога близо до общия размер на националния бюджет.
На 18 януари 1952 г. Ре обявява южнокорейския суверенитет над водите около Корейския полуостров, в концепция, подобна на тази в днешните изключителни икономически зони.